# 武田斐三郎
武田 斐三郎（たけだ あやさぶろう、1827年11月4日（文政10年9月15日）- 1880年（明治13年）1月28日）は、日本の武士（伊予大洲藩士）、科学者、教育者、陸軍軍人。函館時代までは斐三郎、明治政府時代からは成章（しげあきら）の名を使った。竹塘（ちくとう）と号す。
緒方洪庵や佐久間象山らから洋学などを学び、箱館戦争の舞台として知られる洋式城郭「五稜郭」を設計・建設した。明治7年（1874年）3月、陸軍大佐。
陸軍大学校教授、陸軍士官学校教授、陸軍幼年学校長（初代）。

## 生涯
文政10年（1827年）、伊予大洲藩士・武田敬忠の次男として伊予国喜多郡中村（現在の愛媛県大洲市）にて誕生。先祖は甲斐武田氏の出で、大洲藩加藤氏に仕えたが、名をはばかって江戸時代は竹田姓を名乗っていたこともある。家紋は四つ目菱（甲斐武田の本家は四つ菱）である。藩祖加藤光泰が甲斐を領した際に召し抱えられたものと考えられる。
大洲藩校・明倫堂に通い、母親の実家で漢方医学を学んでいたが、22歳のとき藩主・加藤泰幹に願い出て、大坂の緒方洪庵の適塾で学び（のちに塾頭となる）、2年後に洪庵の紹介で伊東玄朴や佐久間象山に兵学、砲学まで学んだ。ペリー来航のときは、象山に連れられて吉田松陰らとともに浦賀に行って黒船を見て『三浦見聞記』を著した（27歳）。その才能を認めた江戸幕府の命により旗本格として出仕。箕作阮甫に従い長崎にてロシアのエフィム・プチャーチンとの交渉に参加し、通詞御用を務めた（28歳）。なお、母思いであったため長崎からの帰路の際に阮甫の許可を得て、母親に会いに大洲へ帰っている。
江戸に戻ると、幕府の命で箱館奉行・堀利煕らの蝦夷地・樺太巡察に随行、箱館でアメリカのマシュー・ペリーと会談した（28歳）。巡察中に箱館奉行所が設置されると箱館詰めとなり、10年間同地に滞在した。箱館では、機械・弾薬製造の任に就き、弁天台場や五稜郭の設計・建設に携わった。また、諸術調所が開設されると教授役となり、榎本武揚・前島密・井上勝などが学んだ。他にも溶鉱炉を作ったり（33歳）、生徒らを連れて国産帆船「亀田丸」を操船して日本一周をしたり（33歳）、ロシアの黒竜江に日本初の修学旅行を兼ねた貿易に出かけたこともある（35歳）。私生活では三度の結婚歴があり、箱館で商家の娘・小島美那子と結婚するが死別、二度目は大塚高子と再婚したがこれも死別、三度目に西村仲子と結婚した。
やがて小栗忠順の洋式兵器国産化構想による抜擢により江戸へ戻り、江戸開成所教授や大砲製造所頭取に任じられ、友平栄などと大砲及び小銃の製造に携わり、また同時期に小栗の命により中小坂鉄山の実況見分に赴いている。ところが戊辰戦争が始まると、兄で儒学者の武田敬孝（のちに宮内省官僚）が指導した大洲藩が討幕派だったことから斐三郎も疑われて、御徒町の自宅が襲われ、恩師・象山の故郷である松代藩に匿われ、藩の兵制士官学校の教官を務めた（教え子に関西大学の創立者の一人である井上操、船大工・造船技術者の常田壬太郎などがいる）。
明治維新後は新政府に出仕し、日本軍の近代兵制、装備、運用を含め、明治の科学技術方面の指導者となり、フランス軍事顧問団との厳しい折衝を経て、明治8年（1875年）に陸軍士官学校を開校させた。しかし日本陸軍創設の過酷な仕事で健康を害し、明治13年（1880年）に病死。墓所は荒川区泊船軒。東京芝東照宮社前の参道脇に有栖川宮熾仁親王の額による碑が建てられている。

## 逸話

武田斐三郎の彫像（五稜郭）

- 12歳のころ、小舟を自作して近くの肱川に浮かべて大人を感心させた。硫黄と水銀を混ぜて仙人薬の丹を作ったこともある。
- 17歳まで洟（はな）を垂れて母親に甘えていたので、兄の敬孝と比較されて「あや馬鹿」とあだ名されたともいわれる（大洲・武田の子孫に伝わる話）。
- 箱館丸で佐渡に航海したとき海が時化て、金比羅様に祈願するため髷を切るようにと船頭から頼まれると「武士は髷を切れん、その代わり酒を断とうわい」と約束した。やがて嵐が収まると、佐渡の港に入って皆で大宴会を行った。船頭からバチが当たりますと言われた斐三郎は「海で誓ったことじゃけん、陸では飲んでもええのよ」と答えたという。
- 日本初のストーブを考案した。きっかけは、北方の宗谷へ赴任する箱館奉行所の同僚で義父でもあった梨本弥五郎のためであったといわれる。
- 箱館で斐三郎と会見したペリーは、斐三郎の人物と学識の深さを褒め称えている。
- 五稜郭内にある斐三郎の彫像は本人の写真をもとに製作されたものである。この彫像の顔が光っているのは、人々の間で触ると頭がよくなるという噂が広まり、なでまわされたからである。
- 勝海舟は、斐三郎が死去した際に「武田成章はこの国家主義を持して終始一貫したすぐれた人物であり、わが国科学技術の先駆者として万能の逸材であった」とその死を惜しんだ。
- 斐三郎は、戊辰戦争には関与しない立場を貫いたので、伝習館隊長・斎藤速水など22名に襲われた。斐三郎は、兄・敬孝への書簡の中で「当日留守中、家内之者（高子たち）は近隣大病人看護に罷越し候に付召使の者ばかり留守いたし候に付1人も誤もこれなく、実に天の憐みに依つし脱走し患を免れ申候」と書いている。その後、幕府に御役御免願いを出し、名を変えて松代藩邸にかくまわれた。
- 明治8年（1875年）、元米国大統領グラントが陸軍士官学校での斐三郎の授業を参観して「東洋にウエスト・ポイントに劣らぬ学校あり」と賞賛した。
- 明治8年当時、陸軍は大将1人（西郷隆盛）、中将3人（山縣有朋、西郷従道、黒田清隆）、少将14人（大山巌など）、大佐12人のうち、ほとんどが薩摩・長州・土佐の出身であり、幕臣出身で科学・技術の知識を持つ者は斐三郎だけだった。
- 新島襄は斐三郎に会いに函館に向かったが、斐三郎は江戸に発った後で、数日の差で行き違いになった。
- 小島美那子（19歳）は斐三郎（当時29歳）と恋愛関係にあったらしく、子供ができたので正式な婚姻届を出したようである。美那子はいったん梨本弥五郎の養女となって斐三郎に嫁いでいる。
- 火薬の原料の硝石採取法の発明、ナポレオン砲（ナポレオン3世が徳川慶喜に贈った四斤野砲で仏国では製法公開が禁じられていた）の国産化（幕臣時代）、著作や翻訳多数。
- フランス人のブリユーネ少佐は「武田大佐をヨーロッパに派遣されたら1年で最新の精錬法を導入できて数百万の経済的節減ができる」と日本政府に建白したといわれる。